# Cervavitus
Cervavitus es un género extinto de cérvido que vivió en el período Neógeno, entre finales del Mioceno (edad Vallesiense) y el Pleistoceno Inferior (edad Villafranquiense) en zonas de Europa occidental y oriental, Asia central y China. Se caracteriza por tener astas espinadas acabadas en dos o tres puntas o candiles, dientes braquidontos, molares con un pliegue primitivo (conocido como el "pliegue de Palaeomeryx") y metacarpos laterales completos en sus patas, que le servirían para desplazarse por zonas de pendiente. Debido a su posición particular en la sistemática y filogenia de los cérvidos, se considera que forma parte de las primeras ramas de cérvidos más avanzadas que los muntiacinos, y tal vez relacionado de cerca con la rama que daría origen al género moderno Cervus, aunque se lo ha clasificado tradicionalmente como parte de una subfamilia independiente llamada Pliocervinae.
Cervavitus probablemente evolucionó en zonas boscosas del oriente europeo para luego dispersarse durante el Mioceno hacia Europa occidental y el oriente de Asia, aprovechando las condiciones húmedas y de bosques de Eurasia en aquel entonces, pero la progresiva aridificación de zonas de Asia y Europa entre el Plioceno y el inicio del Pleistoceno, consecuencia de cambios como la elevación de los Himalayas obligaron a estos ciervos a refugiarse en el sur de China, en donde evolucionaron o fueron reemplazados por los ciervos de los géneros modernos Rusa y Axis.